# Mouille Point
Mouille Point est un faubourg aisé de la ville du Cap en Afrique du Sud, situé entre le Victoria and Alfred Waterfront au nord, Sea Point au sud et Green Point à l'Est. Principalement composée d'immeubles haut de gamme, il s'étend le long de la côte entre Granger Bay et Three Anchor Bay.
Mouille Point est un petit et étroit quartier périphérique et n'a que deux routes principales (Beach Road et Bay Road). La promenade maritime est pavée et longe la côte atlantique. C'est un lieu de promenade prisé des habitants du Cap.

## Origines
Le nom de Mouille Point vient du mot français utilisé pour l'ancrage des navires.
Au début du XVIIIe siècle, de nombreuses épaves jonchaient la baie de la Table. Le gouverneur décida de construire un  brise-lames (Moeilje) pour protéger les navires. Les travaux débutent en 1743 avant d'être abandonnés 3 ans plus tard. En 1781, une batterie est construite par les troupes françaises à proximité de la digue inachevée et est baptisée Mouille Point.

## Démographie
Le quartier comprend 1 714 résidents, principalement issu de la communauté blanche (59,92 %). Les noirs représentent 24,80 % des habitants tandis que les coloureds, population majoritaire au Cap, représentent 6,88 % des résidents.
Les habitants sont à 71,75 % de langue maternelle anglaise et à 15,49 % de langue maternelle afrikaans .

## Aperçu historique
L'histoire de Mouille Point est indissociable de celle de Green Point. Le quartier se développe principalement à partir des années 40 comme banlieue résidentielle du Cap sur le modèle de l'évolution urbaine du front de mer de Rio de Janeiro.
Durant l'Apartheid, Mouille Point était une zone réservée aux blancs. 

## Symbole

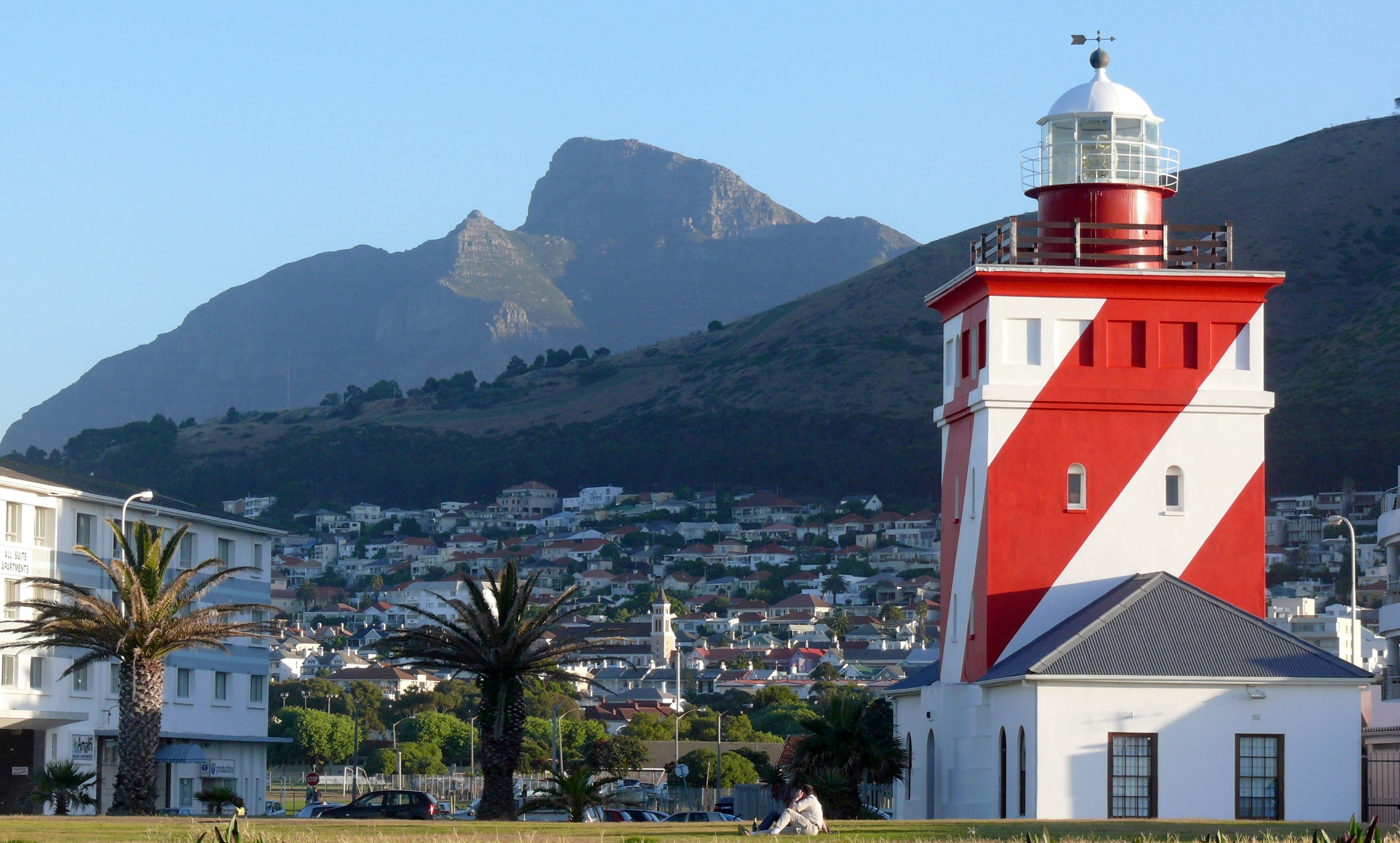
Le phare de Green Point avec Devil's Peak en arrière-plan

Le phare de Green Point est devenu emblématique du quartier de Mouille Point où il est géographiquement situé. Plus ancien phare opérationnel du pays, il est souvent utilisé comme point de repère par la population locale en donnant les directions autour de cette partie de la ville mère.

## Politique
Le quartier est un bastion politique de l'Alliance démocratique (DA) situé dans le 16ème arrondissement municipal (subcouncil) du Cap et dans le ward 115. Le conseiller municipal de ce ward est, depuis 2016,  Dave Bryant (DA). Ce ward recouvre Three Anchor Bay (partiellement), Mouille Point, Green Point (Afrique du Sud), Paarden Eiland (partiellement), Salt River (partiellement), Gardens (partiellement), Zonnebloem (partiellement), Foreshore, Cape Town City Centre et Woodstock (partiellement).